# 엘리 앤드 에디스 브로드 미술관

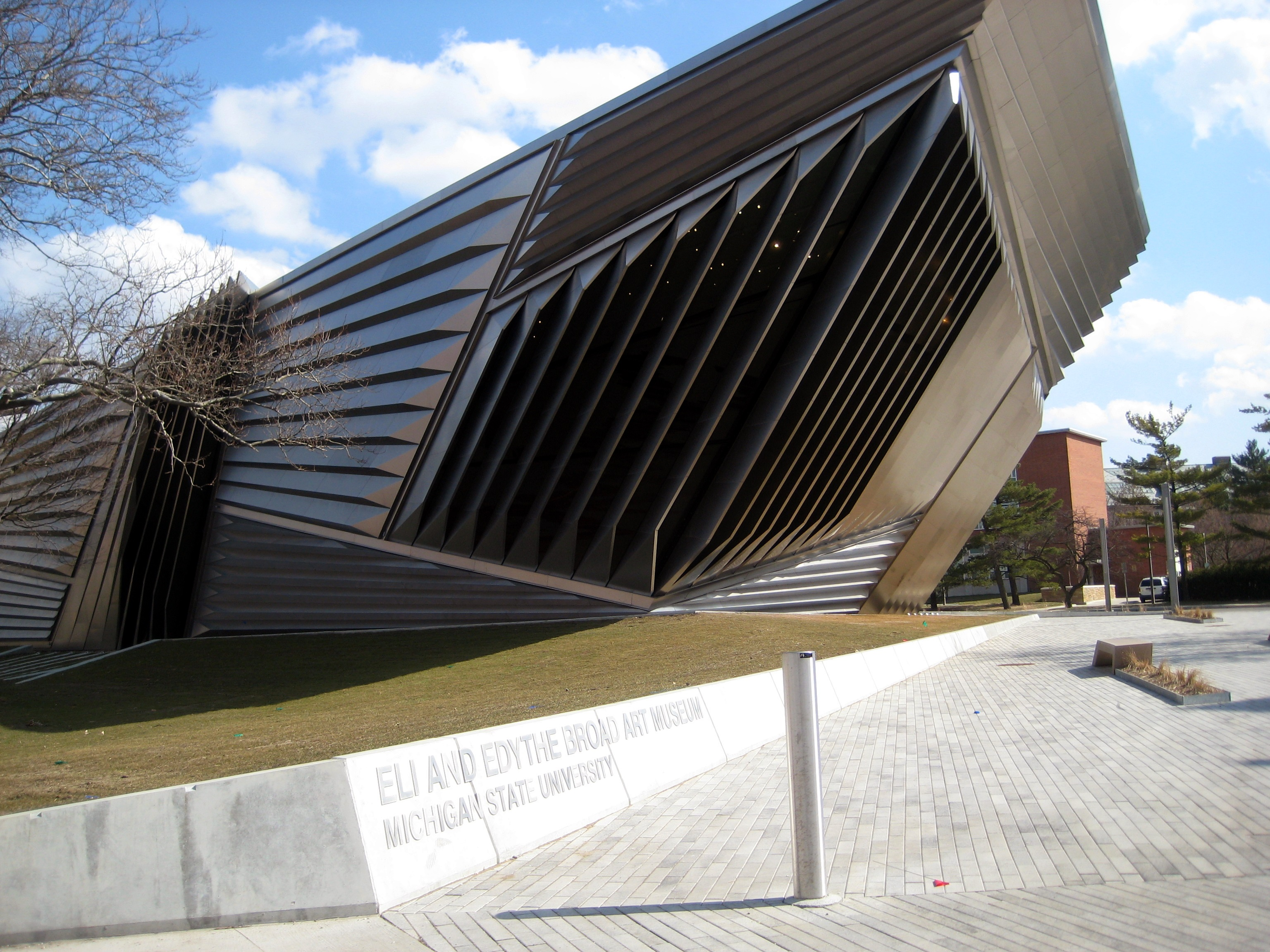
그랜드리버애비뉴의 브로드 아트 뮤지엄

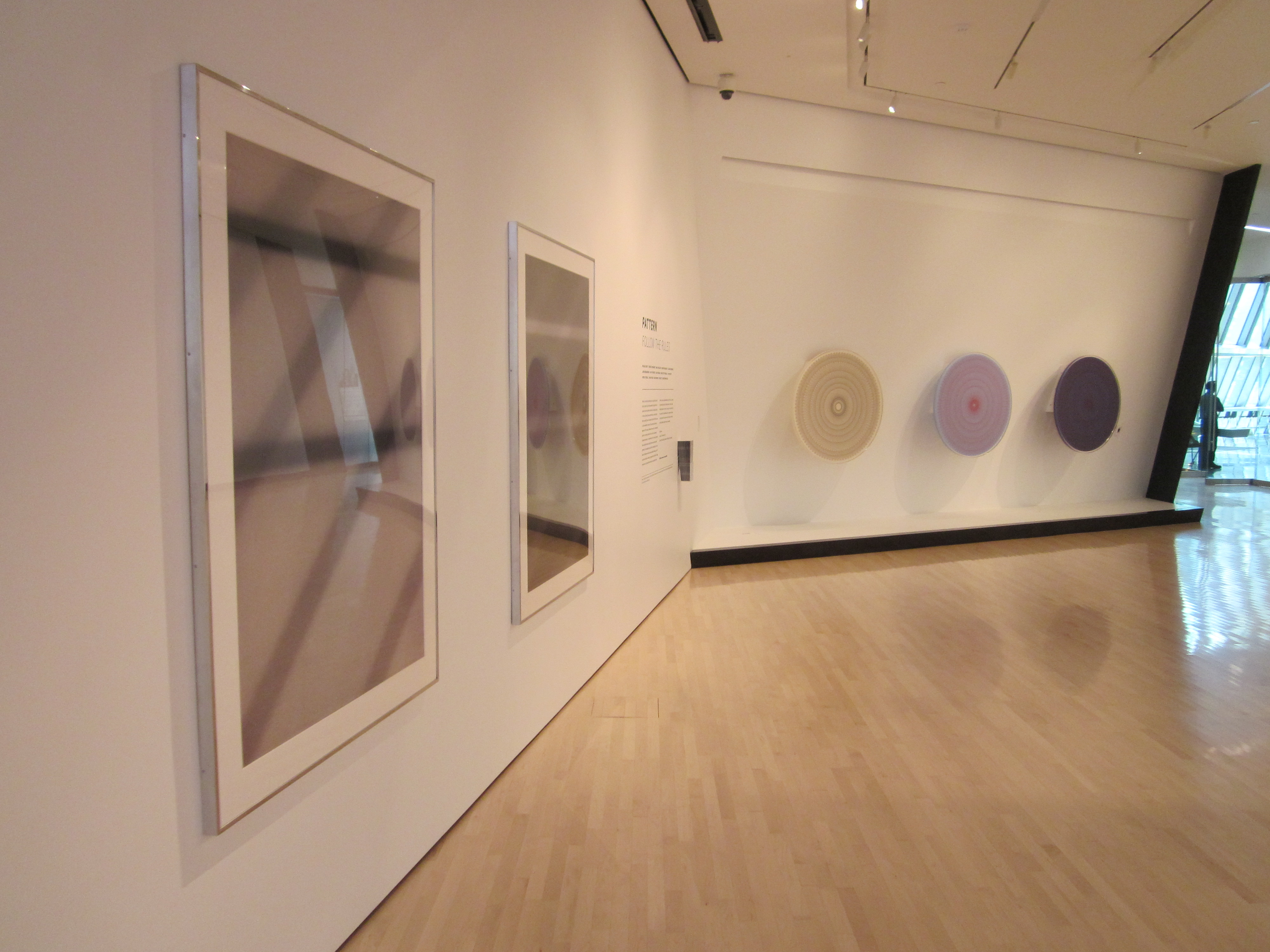
갤러리 중 하나.

엘리 앤드 에디스 브로드 미술관(Eli and Edythe Broad Art Museum, MSU 브로드/MSU Broad)은 미시간주 이스트랜싱 미시간 주립 대학교의 현대미술관이다. 2012년 11월 10일 개장하였다.

## 역사
2007년 6월 1일, 미시간주는 기존 학교 미술 건물의 크레스게 미술관(Kresge Art Museum)을 대체하고 새로운 미술관 건립을 위해 사업가 엘리 브로드와 그의 아내 에디스(Edythe)로부터 28,000,000 달러를 기부받았다. 6월 15일 회의에서 MSU 이사회는 당시 제안된 지역의 건물 파올로치 빌딩(Paolucci Building)을 철거하는 초기 계획과 함께 박물관 건조를 승인하였다. 마이클 러시는 2010년 12월 설립 이사로 이름을 올렸다. 마이클 러시는 2015년 3월 27일 췌장암으로 사망하였다. 2016년 3월 9일 이사로 마크 올리버 웨일러(Marc-Olivier Wahler)가 이름을 올렸다.